# Gabriel Halaixt
Gabriel Hernán Halaixt Buitrago (Barrancabermeja, Santander, 5 de septiembre de 1943) es un exciclista de ruta colombiano, ganador del Clásico RCN en 1964. Si bien el ciclista nació en Barrancabermeja (sede de la refinería de petróleo más grande del país) debido a la vinculación de su padre con una compañía petrolera, él y su familia son de origen antioqueño, por lo que el deportista desarrolló su carrera corriendo para equipos paisas y en representación del departamento de Antioquia.

## Palmarés
1963
- 1 etapa de la Vuelta a Colombia
- Campeonato de Colombia en Ruta[1]

1964
- Clásico RCN,[2] más la clasificación montaña y 1 etapa
- 2 etapas de la Vuelta a Colombia

1968
- Clasificación de las metas volantes en la Vuelta al Táchira, más 1 etapa

## Equipos
- Fósforos Refuegos (1961)
- Carrocerías Antioquia (1962)
- Cuadernos Bolivariano (1963-1964)
- Independiente (1966)
- Wrangler Caribú (1968)